# Association sportive de préparation olympique du Midi
L'Association sportive de préparation olympique du Midi est un club omnisports situé à Bordeaux et Bègles en France. Fondée en 1907, l'ASPOM coordonne les activités sportives des cheminots avec une vingtaine de sections.
Le club est notamment connu pour sa section de handball qui a remporté deux Championnats de France et une Coupe de France dans les années 1950. En 2015, l'ASPOM Bègles Handball évolue en Nationale 2.

## Section de handball

### Histoire
La section est fondée en 1946 par Yvon Larre, Christian Duthil et Christian Puyau, des moniteurs du centre de jeunesse de la SNCF.
Avec l'avènement du handball à 7, la section handball ne tarde pas à s'illustrer sur la scène nationale puisque le club dispute la finale du championnat de France en 1956, perdue de façon discutable face au PUC. Cela n’est que partie remise puisque, la saison suivante, le club réalise le doublé championnat et Coupe de France, la finale étant remportée 26 à 18 face au AC Boulogne-Billancourt. La saison suivante, l'ASPOM remporte à nouveau le Championnat de France.
Grâce à ce titre de champion, le club participe à la Coupe des clubs champions 1958-1959 où ils éliminent les Belges de l'Olympic club Flémallois 11 à 10 après 20 minutes de prolongation lors du tour préliminaire, puis sont éliminés en quarts de finale par les suédois du Redbergslids IK, 26 à 14.
Depuis le club a dégringolé dans la hiérarchie du handball français jusqu'à se retrouver en Nationale 3 (5e niveau).

### Palmarès
- Championnat de France (2) : 1957 et 1958
  - Finaliste en 1956
- Coupe de France (1) : 1957